# Abbas II của Ba Tư
Shah Abbas II (1633-1666) là vua Ba Tư từ năm 1642 tới năm 1666. Ông là vị quân vương thứ 7 của triều đại Safavid. Ông là con trai của Safi và có tên là Thái tử Sultan Muhammad Mirza trước khi đăng quang vào ngày 15 tháng 5 năm 1642. Do ông lên ngôi khi chưa đầy 10 tuổi, quyền bính thực sự nằm trong tay tể tướng Saru Taqi, trong khi Abbas còn đang học tập.
Saru Taqi dẫn đầu một cuộc chống tham nhũng và gây ra nhiều mối thù. Vào ngày 11 tháng 10 năm 1645 ông ta bị một nhóm sĩ quan quân đội mưu sát. Taqi được kế nhiệm bởi Khalifa Sultan, người giữ chức vụ tể tướng tới khi từ trần năm 1653 hoặc 1654.
Khác với vua cha, Shah Abbas rất quan tâm đến việc triều chính ngay từ khi ông trực tiếp cai trị đất nước (có lẽ là ở tuổi 15). Triều đại ông là một thời kì thái bình thịnh trị của vương triều nhà Safavid, và điều đáng chú ý là đế quốc Ottoman không mở một cuộc tấn công nào vào Ba Tư. Năm 1648 Abbas chinh phạt Kandahar ở Ấn Độ, và bẻ gãy các cuộc phản công của quân đội Mogul (Chiến tranh Mogul-Safavid). Nhà vua qua đời ở Khusruadad gần Damghan vào đêm 25-26 tháng 10 năm 1666. Sự ra đi của ông vua tài năng này đã gây nên một sự thương tiếc lớn trong đế quốc.